# Danse visionaire
Danse visionaire, ook wel Maaneskinsmøyane (of Måneskinsmøyane in de hedendaagse spelling van het Nynorsk) genoemd, is een compositie van Johan Halvorsen. Hij schreef het werk voor (eigen) viool en piano.
Het werk is in basis geschreven met in gedachten Annie Grieg, de echtgenote van Halvorsen. Hij schreef het met de klank van de hardangerviool in zijn hoofd; Halvorsen was een van de betere bespelers van dat muziekinstrument in zijn tijd. De compositie werd op 17 mei 1898 onder de titel Maaneskinsmøjarne (De maneschijnmeisjes) door Halvorsen zelf voor het eerst in het openbaar ten gehore gebracht. De pianiste Ernestine Losting begeleidde hem tijdens de première in Logens Festsal in Bergen. Een jaar later, op 13 mai 1899 werd het werk ter gelegenheid van het afscheidsconcert van Halvorsen voor zijn vertrek naar Kristiania op dezelfde plaats opnieuw uitgevoerd en deze keer samen met twee andere composities. Alle drie composities (Maaneskinsmøyarne, Veslemøy en Scherzino [Sporven]) zijn gebaseerd op gedichten uit de cyclus Haugtussa van de Noorse dichter Arne Garborg (3 stykker fra Garborgs Haugtussa). Met de maneschijnmeisjes (Maaneskinsmøyarne) uit het gedicht van Garborg zijn de stralen van de maan bedoeld die tijdens een koude winternacht door het meisje Veslemøy bekeken worden en die deze stralen als dansende meisjes ervaart.
De Danse visionaire dook later in een versie voor viool en orkest op in Fossegrimen en in de suite daarvan, maar werd later weer geschrapt.
Annie Grieg (1873-1957) was een nicht van de Noorse componist Edvard Grieg. Zij trouwde in 1894 met Halvorsen. Måneskinsmøyane is Nynorsk voor Maneschijnmeisjes. Johan Halvorsen en Annie Grieg brachten Stein Grieg Halvorsen (1909-2013) voort, een in Noorwegen bekende acteur.
Ernestine Losting (1856-1915) was een begenadigd pianiste in Noorwegen in de jaren rond de eeuwwisseling. Zij gaf veel (Noorse) premières van (toen) moderne muziek van Franz Liszt en Johannes Brahms. Zij was getrouwd met Max Losting, een dokter in Bergen en verzamelaar van manuscripten.

## Discografie
- Uitgave MDG Music: Birgitte Staerness (viool) en Helje Kjekhus (piano)
- Uitgave Chandos: Neeme Järvi met het Bergen filharmoniske orkester (Fossegrimen suite)